# 短翅鸫属
短翅鸫属（学名：Brachypteryx）是雀形目鸟类中的一个属，它有10个被称为短翅鸫的种，属内所有鸟种生活在东亚和东南亚。
短翅鸫属的鸟腿长，喙长而尖，尾短，翅膀圆短。它们是小心居住在地面上的鸟，喜欢躲藏在茂密的灌木丛中。
1821年美国自然学家托马斯·霍斯菲尔德命名和定义了短翅鸫属。短翅鸫属的学名来自古希腊语，brakhus意思是短，pterux是翅膀。这个属本来被分入鸫科，但是2010年两个不相关的分子系统发生学研究发现这些鸟与旧大陆上鹟科的亲缘关系更加接近。
短翅鸫属有以下物种：
- 锈腹短翅鸫，Brachypteryx hyperythra
- 白喉短翅鸫, Brachypteryx leucophris
- 蓝短翅鸫（拆分后仅分布于爪哇岛）, Brachypteryx montana
- 喜山短翅鸫, Brachypteryx cruralis
- 中华短翅鸫, Brachypteryx sinensis
- 台湾短翅鸫, Brachypteryx goodfellowi
- 菲律宾短翅鸫, Brachypteryx poliogyna
- 婆罗洲短翅鸫，Brachypteryx erythrogyna
- 苏门答腊短翅鸫，Brachypteryx saturata
- 佛罗短翅鸫，Brachypteryx floris

锈腹短翅鸫和蓝短翅鸫两性羽毛有很大差别，而白喉短翅鸫则两性没有差别。